# Hofanlage Teufelsmoorstraße 9
Die Hofanlage Teufelsmoorstraße 9 in der niedersächsischen Stadt Osterholz-Scharmbeck-Teufelsmoor im Landkreis Osterholz stammt vom 18. und 19. Jahrhundert. Aktuell (2025) wird sie zum Wohnen und landwirtschaftlich genutzt.
Die Gebäude stehen unter Denkmalschutz (siehe auch Liste der Baudenkmale in Osterholz-Scharmbeck).

## Geschichte und Beschreibung
Der Ort Teufelsmoor auf der Osterholzer Geest am Rand der Landschaft Teufelsmoor stammt aus dem 14. Jahrhundert und ist als Reihendorf durch die Landwirtschaft geprägt.
Die Hofanlage in Einzellage besteht aus
- dem eingeschossigen giebelständigen Wohn- und Wirtschaftsgebäude als Zweiständer-Hallenhaus im Kern aus dem 17. Jh. (Innengerüst) und verlängert um 1800, in Fachwerk mit Steinausfachungen, mit reetgedecktem Krüppelwalmdach als Niedersachsengiebel mit Uhlenloch, der Grooten Door mit Korbbogen, mit traufseitigem Stallanbau von 1949 am Wirtschaftsteil in Fachwerk,[2]
- der giebelständigen langgestreckten Scheune vom Ende des 18. Jh. in Fachwerk mit Lehmausfachungen und vertikalen Brettern im Giebeldreieck, mit reetgedecktem Satteldach sowie mit Quereinfahrt[3]
- und dem Kleinen Backhaus vom Ende des 18. Jh. in Fachwerk mit Lehm- und Steinausfachung und ziegelgedecktem Satteldach sowie  Findlingsfundamente des ehemaligen Backofens.[4]

Das Landesdenkmalamt befand u. a.: „… das Wohn-/Wirtschaftsgebäude der Hofanlage Teufelsmoorstraße 9 in Teufelsmoor ist ein frühes Beispiel eines regionstypischen Hallenhauses in Zweiständerkonstruktion …“
An der Teufelsmoorstraße stehen folgende denkmalgeschützte
- Hofanlagen: Nr. 4, Nr. 9, Nr. 15
- Gebäude: Nr. 3 Heuerhaus, Nr. 18 Wohn- und Wirtschaftsgebäude